# Acanthocephaloides irregularis
Acanthocephaloides irregularis is een soort haakworm uit de familie Arhythmacanthidae. De wetenschappelijke naam van de soort werd voor het eerst geldig gepubliceerd in 2011 door Amin, Oğuz, Heckman, Tepe en Kvach.